# سينما أستراليا
انطلقت السينما الأسترالية عام 1906 بإنتاج فيلم «قصة كيلي غانغ ذا ستوري أوف كيلي غانغ»، وهو أول فيلمٍ روائي طويل أُنتِجَ على الإطلاق. أنتجت الطواقم الأسترالية منذ ذلك الحين الكثير من الأفلام، ولقي عددٌ كبيرٌ منها تقديرًا عالميًا. انطلق الكثير من الممثلين والمخرجين بمسيرتهم المهنية بفضل الأفلام الأسترالية، واكتسب العديد منهم شهرةً عالميةً، وتلقى بعضهم مكاسب مالية أكبر عند عملهم لدى شركات إنتاج الأفلام الأضخم، مثل الولايات المتحدة.
أُطِلَقت أولى العروض العامة للأفلام في أستراليا في أكتوبر 1896، وذلك في غضون عامٍ من أول عرض للأفلام في العالم الذي أقاموه الإخوة لوميير في باريس. أقيم المعرض الأسترالي الأول في قاعة أثينيوم الواقعة في شارع كولينز في مدينة ملبورن، لتوفير أماكن ترفيهٍ بديلة لروّاد قاعة الرقص. يُذكَر من الأفلام الأسترالية الناجحة تجاريًا: «التمساح دندي كروكودايل دندي، وباز لورمان في فيلم الطاحونة الحمراء مولان روج، وكريس نونان في فيلم بيبي». ومن الأفلام التي حصدت جوائز: «نزهة في الصخرة المعلقة بيكنك أت هانغنغ روك، وغاليبولي، والمقتفي ذا تراكر، وتألق شاين، وعشرة زوارق تين كانوس».
من الممثلين الأستراليين المشهورين: إيرول فلين وبيتر فينش ورود تايلور وبول هوجان وجاك تومسون وبريان براون وجودي ديفيس وجاكي ويفر وجيوفري راش وهوغو ويفنغ وإريك بانا وغاي بيرس وهيو جاكمان وكيت بلانشيت وبن مندلسون وأنتوني لاباليا وديفيد وينهام ونيكول كيدمان وتوني كوليت وروز بيرن وسام ورذينجتن وهيث ليدجر وآبي كورنيش وكريس هيمسوورث وسارة سنوك وميا فاشيكوفسكا ومارجو روبي.
تخضع السينما في أستراليا للرقابة، ويُطلق عليها اسم التصنيف، مع أنه قد يُرفَض تصنيف فلمٍ معين، ما يؤدي إلى منع عرضه فعليًا.

## التاريخ
وُصف تاريخ الأفلام الأسترالية بأنه تاريخ «انتعاش وكساد» بسبب الطبيعة المتقلبة والمتأرجحة لتلك الصناعة. كانت هناك فترات تعثر صعبة، أُنتج خلالها عدد قليل من الأفلام لعشرات السنوات، وذروة نجاح عالية، طُرحت خلالها وفرة من الأفلام في السوق.

### أيام الخوالي – 1890-1910
افتُتحت أول سينما أسترالية سالون ليمير في شارع بيت سيدني 237، في أكتوبر عام 1896، وعُرِضَ فيها أول فيلم قصير من إنتاج أسترالي في 27 أكتوبر 1896.
كانت قاعة أثينيوم في شارع كولينز في مدينة ملبورن، قاعة رقص من ثمانينيات القرن التاسع عشر، وقُدِّمَت فيها من وقت لآخر بعض العروض الترفيهية لروّادها. عُرِضَ أول فيلم في أستراليا في أكتوبر 1896، في غضون عام من أول عرض للأفلام في العالم الذي أقاموه الإخوة لوميير في باريس يوم 28 ديسمبر 1895. استمرت العروض في أثينيوم، لكن هذه العروض المبكرة كانت كلها أفلام قصيرة.
كانت بعض الأفلام المبكرة التي صوِّرَت في أستراليا عبارة عن أفلام لراقصين من السكان الأصليين في وسط أستراليا، صوّرها عالما الأنثروبولوجيا بالدوين سبنسر وإف.جي. جيلين بين عامي 1900 و1903. وكانوا رائدين في التسجيل الصوتي على أسطوانات الشمع وصوّروا أفلامهم في ظل ظروف صعبة للغاية.
كان أقدم فيلم روائي طويل في العالم هو الفيلم الأسترالي «قصة كيلي غانغ ذا ستوري أوف كيلي غانغ» (1906)، والذي عُرض في أثينيوم. الفيلم من تأليف وإخراج تشارلز تايت وشارك فيه العديد من أفراد أسرته. عُرِضَ الفيلم أيضًا في المملكة المتحدة، وحقق نجاحًا تجاريًا كبيرًا.
كانت ملبورن أيضًا موطنًا لواحد من أوائل استوديوهات الأفلام في العالم، قسم لايملايت، الذي كان يُدار من قبل جيش الخلاص في أستراليا بين عامي 1897 و1910. أنتج قسم لايملايت مواد إنجيلية ليستخدمها جيش الإنقاذ، بالإضافة إلى التعاقدات الخاصة والحكومية. أنتج قسم لايملايت خلال 19 عامًا من العمل، نحو 300 فيلم بأطوال مختلفة، ما جعله أكبر منتج أفلام في زمانه. ظهرت كبرى ابتكارات قسم لايملايت عام 1899، عندما بدأ هربرت بوث وجوزيف بيري العمل على فيلم «جنود الصليب سولدجرز أوف ذا كروس»، الذي وصفه البعض بأنه أطول فيلم وهو الأول من نوعه أُنتِجَ على الإطلاق. مكّن فيلم جنود الصليب قسم لايملايت من لعب دور رئيسي في صناعة السينما المبكرة. كُلِّفَ قسم لايملايت بتصوير اتحاد أستراليا الفدرالي.

### الازدهار والكساد – 1910-1920
كان العقد الأول من القرن العشرين فترة ازدهار السينما الأسترالية. نهضت ببطء أوائل القرن العشرين، وشهد عام 1910 إطلاق أربعة أفلام روائية، و51 فيلم عام 1911 و30 فيلم عام 1912 و17 فيلم عام 1913 و4 أفلام فقط عام 1914، حين اشتعلت الحرب العالمية الأولى توقفت صناعة الأفلام. قد تبدو هذه الأرقام ضئيلة، إلا أن أستراليا كانت واحدة من أكثر الدول إنتاجًا للأفلام في ذلك الوقت. في المجموع، أُنتج بين عامي 1906 و1928، 150 فيلمًا روائيًا، نحو 90 فيلم منها بين عامي 1910 و1912 فقط.
حدثت أوائل العقد الأول من القرن العشرين عملية دمج عام في الإنتاج والتوزيع وعرض الأفلام في أستراليا، التي شهدت بحلول عام 1912 اندماج العديد من المنتجين المستقلين في كيان واحد سُمِّيَ اتحاد قاعات السينما والأفلام الأسترالية (المعروفة الآن باسم إيفينت سينيماز)، الذي فرض السيطرة على موزعي الأفلام ودور السينما وصغار المنتجين التعامل مع الكارتل (اتحاد احتكاري للمنتجين). رأى البعض أن عملية التسوية تلك فتحت الطريق أمام الموزعين الأمريكيين في عشرينيات القرن العشرين لتوقيع صفقات حصرية مع دور السينما الأسترالية لعرض أفلامهم فقط، وبالتالي استبعاد الأفلام المنتجة محليًا وتعطيل صناعة السينما المحلية.
هناك تفسيرات أخرى مختلفة لانهيار صناعة السينما في عشرينيات القرن العشرين. يشير بعض المؤرخين إلى هبوط أعداد الجمهور، وعدم الاهتمام بالأفلام والروايات الأسترالية، ومشاركة أستراليا في الحرب. وأيضًا، الحظر الرسمي على أفلام المجرمين الهاربين في الأحراش عام 1912. ومع تعليق إنتاج الأفلام المحلية، سعت سلاسل السينما الأسترالية للحصول على أفلام بديلة من الولايات المتحدة وأدركت أن الأفلام المنتجة في أستراليا كانت أغلى بكثير من الأفلام المستوردة، والتي سُعِّرَت بثمنٍ بخس فاستردوا بالفعل نفقات الإنتاج في السوق الداخلية. لتصحيح هذا الخلل، فرضت الحكومة الفيدرالية ضريبة على الأفلام المستوردة عام 1914، ولكنها رُفِعَت بحلول عام 1918.
أيًا كان التفسير الصحيح، بحلول عام 1923، سيطرت الأفلام الأمريكية على السوق الأسترالية بنسبة 94%.

### ثلاثينيات وحتى ستينيات القرن العشرين
أنشأ ويليام فرانسيس ثرينغ (1883-1936) استوديوهات إففتي عام 1930 ومقرها في ملبورن لصنع أفلام ناطقة باستخدام معدات الصوت البصرية المستوردة من الولايات المتحدة. كانت أول الأفلام الصوتية التي أُنتِجَت عام 1931، عندما أنتجت الشركة فيلم الجنود الأستراليون ديغرز (1931)، ودورة شريك المدعى عليه آ كو ريسبوندانس كورس (1931)، واحتراق المسكون ذا هنتد بارن(1931)، والغلام العاطفي ذا سنتمنتال بلوك (1932). أنتجت شركة إففتي خلال السنوات الخمس الأولى من انطلاقتها تسعة أفلام، وأكثر من 80 فيلم قصير والعديد من الإنتاجات المسرحية. ومن بين المتعاونين البارزين كلارنس جيمس دينيس وجورج والاس وفرانك هارفي. استمر عملية إنتاج الأفلام حتى عام 1934 فقط، عندما توقفت احتجاجًا على رفض الحكومة الأسترالية تحديد حصص نسبية للأفلام الأسترالية، تلاها بعد فترة وجيزة وفاة ثرينغ. تشير التقديرات إلى أن ثرينغ خسر أكثر من 75,000 جنيه إسترليني من أمواله الخاصة بسبب مجازفاته في صناعة الأفلام والمسرحيات.
تأسست شركة ساينساوند للإنتاج الفني عام 1931، وكان كين جي. هول القوة الدافعة الرئيسية للشركة. كانت الشركة واحدة من أولى شركات إنتاج الأفلام الطويلة في أستراليا والتي عملت في أوائل أربعينيات القرن العشرين وأصبحت، اعتمادً على النموذج الهوليوودي، الاستوديو المحلي الرائد في أستراليا. استخدمت الشركة أيضًا نموذج هوليوود للترويج لأفلامها وحاولت الترويج لمنظومة النجوم. كان ناجحًا بشكل خاص مع سلسلة الكوميديا أون آور سيليكشن (1932)، المقتبسة من الكتابات الشعبية للمؤلف ستيلي رود، والتي تروي مغامرات عائلة آل رودز الزراعية الأسترالية الخيالية، والثنائي المتلاحم الأب والابن «الأب وديف». على الرغم من طموحاتها الكبيرة، أنتجت ساينساوند 17 فيلمًا روائيًا فقط، جميعها باستثناء فيلم واحد من إخراج كين هول. كانت الشركة ناجحة ماليًا. توقفت الشركة عن إنتاج الأفلام الطويلة مع اندلاع الحرب العالمية الثانية.